# Jewhenij Berezniak
Jewhenij (Jewhen) Stepanowycz Berezniak, ukr. Євгеній (Євген) Степанович Березняк, ps. „Michajłow” (ur. 12 lutego?/25 lutego 1914 w Jekaterynosławiu, zm. 24 listopada 2013 w Kijowie) – radziecki nauczyciel i pedagog, jeden z najwybitniejszych wywiadowców GRU w okresie II wojny światowej. Bohater Ukrainy i generał-major w stanie spoczynku Sił Zbrojnych Ukrainy.
Pierwowzór Andrieja Burłakowa ps. „Wicher” z powieści Juliana Siemionowa pt. Major Wicher.

## Życiorys
Od 1933 nauczyciel, w latach 1935–1939 dyrektor szkoły średniej w Nowosiołowsku. Od 1939 członek KPZR.

### II wojna światowa
Od października 1941 był aktywnym członkiem podziemia walczącego z hitlerowskim najeźdźcą. W końcu 1943 został skierowany do szkoły Głównego Zarządu Wywiadowczego (GRU) w Moskwie. Po jej ukończeniu stanął na czele grupy wywiadowczej pod nazwą „Gołos” («Голос»). Nocą z 18 na 19 sierpnia 1944 grupa, w składzie: radiotelegrafistka Asia Żukowa „Grusza”, Aleksiej Szapowałow „Burza” i dowódca Jewhenij Berezniak została zrzucona pod Krakowem i pozostawała tam spełniając bojowe zadania przez 156 dni.
Na skutek niefortunnego zrzutu Berezniak dostał się w ręce Gestapo, lecz udało mu się zbiec. Na terenach Krakowa i okolic działała ulokowana tam w nocy z 26 na 27 sierpnia grupa radzieckich zwiadowców: dowódca „Józek”, radiotelegrafistka Jelizawieta Wołogodska „Olga” i zwiadowczyni „Hanka”. Ludzie ci, posiadający rozlegle kontakty z polskim lewicowym podziemiem, umożliwili zainstalowanie się grupy Berezniaka i rozpoczęcie działalności.
Korzystając z pomocy polskiego ruchu oporu, „Michajłow” zorganizował radziecki oddział partyzancki w górskich rejonach województwa krakowskiego. Grupa nawiązała też współpracę z komunistyczną partyzantką, wśród nich byli m.in. Władysław Bochenek („Władek”), Bronisław Pawlik, Józef Zając („Michał”), Waleria Gębska („Zającowa”), „Wala”, Stanisław Oczko („Skała”) oraz rodzina Ludwika Sołtyka.
W ciągu niedługiego okresu działalności na tyłach wroga grupie udało się zebrać i przekazać do dowództwa 1 Frontu Ukraińskiego informacje o dyslokacji wojsk niemieckich wchodzących w skład 17 Armii gen. piech. Friedricha Schulza, odpowiedzialnej za obronę przed wojskami radzieckimi, jak też o istniejących i budowanych umocnieniach w Krakowie i okolicy.
Jednym z najważniejszych osiągnięć grupy dowodzonej przez Berezniaka miało być zdobycie planu zaminowania Krakowa. Ustalono (duży wkład wniósł polski partyzant Józef Prysak, pseudonim „Muzykant”), że Niemcy zakładają kabel minerski w różnych punktach miasta, i że prowadzi on do fortu na Pasterniku, gdzie znajdował się punkt prowadzący do wszystkich obiektów miasta, które miały zostać wysadzone w powietrze. Ustalenia współczesnych polskich badaczy nie potwierdzają jednak istnienia jakichkolwiek niemieckich planów zniszczenia Krakowa.
Grupa „Michajłowa” przeprowadziła też szereg akcji dywersyjnych w okolicach Krakowa (m.in. zerwano most i wykolejono transport w Woli Radziszowskiej, koło stacji Kasina Wielka wykolejono transport wojskowy, zniszczono dwie lokomotywy i cztery wagony wypełnione wojskiem).

### Okres powojenny
Jewhenij Berezniak dostał się do obozu NKWD przeznaczonego dla osób, które przebywały w więzieniu niemieckim lub miały inny kontakt z hitlerowcami. Czynności wyjaśniające potwierdziły jego niewinność. Pełnej rehabilitacji doczekał się jednak dopiero w 1965. Od końca 1945 do 1952 stał na czele lwowskiego miejskiego oddziału narodowego kształcenia. Został wybrany członkiem rady miasta. W latach 1952–1954 pracował jako naczelnik oddziału Placówek kształcenia Lwowskich Kolei.
W okresie 1954–1984 zajmował wysokie stanowiska w Ministerstwie Edukacji Ukrainy, w tym niemal 25 lat był naczelnikiem Głównego Nadzoru Szkolnictwa. W 1968 obronił dysertację kandydacką i uzyskał tytuł kandydata nauk pedagogicznych. W tym okresie był również członkiem Prezydium KC Związku Zawodowego Nauczycieli. Ponad 20 lat był członkiem komitetu redakcyjnego moskiewskiego czasopisma „Narodowe kształcenie” („Народное образование”). W ostatnich latach swojej pracy zawodowej był współpracownikiem naukowym Instytutu Akademii Nauk Pedagogicznych Ukrainy.
W kwietniu 1998 przeszedł na emeryturę. Będąc członkiem Kijowskiego miejskiego związku weteranów, brał często udział w spotkaniach z żołnierzami, kursantami i oficerami ukraińskiej armii, uczniami i studentami. Jego artykuły są publikowane w tygodnikach i gazetach codziennych. Mieszkał w Kijowie.

## Awanse
- kapitan (ZSRR) – przed 1944
- major (ZSRR) – 1977
- podpułkownik (Ukraina) – 2001
- pułkownik (Ukraina) – 2004
- generał major (Ukraina) – 2005[12]

## Odznaczenia

### Ukraina
- tytuł Bohatera Ukrainy z Orderem „Złota Gwiazda”, 2005
- Order „Za zasługi” I klasy, 2009
- Order „Za zasługi” III klasy
- Order Bohdana Chmielnickiego I klasy, 2005
- Order Bohdana Chmielnickiego II klasy, 2004
- Order Bohdana Chmielnickiego III klasy, 1999

i inne

### Związek Radziecki
- Order Rewolucji Październikowej
- Order Czerwonego Sztandaru Pracy
- Order „Znak Honoru”
- Order Wojny Ojczyźnianej I klasy, 1965
- Order Wojny Ojczyźnianej II klasy, 1985
- Medal „Za ofiarną pracę”, dwukrotnie

i inne

### Rosja
- Order „Za zasługi dla Ojczyzny” IV klasy
- Order Przyjaźni
- Medal Konstantina D. Uszinskiego

### Polska
- Krzyż Srebrny Orderu Virtuti Militari (Polska)
- Krzyż Partyzancki
- Medal Zwycięstwa i Wolności 1945

i inne.

## Upamiętnienie
- Jewhenij Berezniak, razem z Aleksiejem Botianen oraz Owidijem Gorczakowem, stał się pierwowzorem Andrieja Burłakowa ps. „Wicher” z radzieckiej powieści szpiegowskiej Major Wicher (zekranizowana w 1967) stanowiącej część cyklu poświęconego Stirlitzowi, a także kapitana Siemionowa z polskiego filmu Ocalić miasto
- o działalności grupy „Gołos” opowiadają filmy dokumentalne Teraz można ich wymienić (ZSRR), Operacja „Głos” (Polska) i Major Wichr. Prawdziwa historia (Ukraina)
- 25 lutego 2014 Narodowy Bank Ukrainy wydał monetę upamiętniającą generała Berezniaka
- 25 lutego 2016 w Kijowie, w miejscu gdzie mieszkał generał Berezniak, odsłonięto poświęconą mu płaskorzeźbę
- 8 marca 2021, na budynku szkoły we wsi Wesele w rejonie meżowskim, odsłonięto tablicę upamiętającą Jehenija Berezniaka pracującego w niej latach 1933–1935[13]